# ویلیام اسمیت (ورزشکار)
ویلیام اسمیت (انگلیسی: William Smith; ۱۱ مهٔ ۱۸۷۷ – ۱۲ مارس ۱۹۵۳) ورزشکار اهل کانادا بود.
وی در مسابقات کشوری و بین‌المللی در مجموع برندهٔ ۱ مدال برنز شده‌است.